# Callilepis imbecilla
Callilepis imbecilla är en spindelart som först beskrevs av Eugen von Keyserling 1887.  Callilepis imbecilla ingår i släktet Callilepis och familjen plattbuksspindlar. Inga underarter finns listade.